# The Priests
The Priests (рус. Священники) — музыкальная группа из Северной Ирландии, состоящая из католических священников. В репертуаре трио традиционные католические песнопения соседствуют с ариями из опер. Несмотря на активную концертную деятельность участники группы продолжат служить в своих приходах.

## История

### Создание группы
Братья Мартин и Юджин О’Хаган родом из деревни Клоди в графстве Лондондерри, а Дэвин Даларги родился в городе Бэллимена в графстве Антрим. Трио сложилось ещё в то время, когда все его участники были студентами колледжа святого МакНисси.

### ‘The Priests’ и начало карьеры
После заключения контракта с SonyBMG в апреле 2008 года священники записали свой первый альбом, названный просто «The Priests». Запись прошла в Северной Ирландии и в Риме, в том числе в Соборе святого Петра.
Лейбл Epic Records выпустил альбом в продажу в Ирландии 14 ноября 2008 года, а после этого — ещё в более чем тридцати странах. В декабре 2008 года они попали в Книгу рекордов Гиннесса как ‘Fastest-selling UK debut for a classical act’. Альбом стал платиновым в Ирландии, Великобритании, Швеции и Норвегии, и золотым в Новой Зеландии, Канаде и Испании.
Концертный график группы был составлен таким образом, чтобы не препятствовать пастырской деятельности священников.
21 марта католический журнал The Tablet написал, что только в Ирландии было продано более миллиона экземпляров альбома ‘The Priests’.

### ‘Harmony’ и дальнейшее развитие
Второй альбом, получивший название ‘Harmony’, (рус. Гармония) вышел в ноябре 2009-го года и собрал значительно меньшее количество наград, чем предыдущий. Однако ‘Harmony’ всё же стал платиновым в Ирландии и золотым в Великобритании.
В марте 2009-го года вышел первый концертный альбом группы (на DVD): ‘The Priests in Concert at Armagh Cathedral’. Это была запись концерта, который прошёл в сентябре 2008-го года в Соборе Святого Патрика в городе Арма (Северная Ирландия). Год спустя, в марте 2010-го года) вышел второй концертный альбом, также только на DVD: ‘The Priests in Concert at Liverpool Metropolitan Cathedral’. Эта запись была сделана в ноябре 2009-го года в кафедральном соборе Ливерпуля (Англия). Интересно, что в отличие от предыдущего концертного альбома, этот DVD из-за региональной блокировки доступен только в США и Канаде.
Третий студийный альбом, классифицируемый группой не как номерной, а как «праздничный» (англ. Holiday album), вышел 2 ноября 2010-го года. Альбом был назван ‘Noël’ (это слово по-французски значит рождество или рождественская песня). Это был первый альбом трио, не ставший золотым ни в одной стране и не добившийся значительных успехов в хит-парадах.
В 2012-м году The Priests выпустили свой первый сборник, получивший название ‘Then Sings My Soul: The Best of The Priests’ (рус. Когда поёт моя душа: лучше из The Priests) и также не добившийся значительного коммерческого успеха.

## Дискография
- 2008 — The Priests (CD)
- 2009 — The Priests in Concert at Armagh Cathedral (DVD)
- 2009 — Harmony (CD)
- 2010 — Noël (CD)
- 2010 — The Priests in Concert at Liverpool Metropolitan Cathedral (DVD)
- 2012 — Then Sings My Soul: The Best of The Priests (CD)